# Liste des mosquées dans la wilaya de Relizane
La wilaya de Relizane comprend de nombreuses mosquées réparties dans 38 municipalités et supervisées par la Direction des Affaires religieuses et des Wakfs de la Wilaya de Relizane.

## Ammi Moussa
La commune de Ammi Moussa compte plusieurs mosquées.
- Vieille mosquée[1]

## Mazouna
La commune de Mazouna compte plusieurs mosquées.
- Mosquée douar el hadj ben zekri
- mosquée ouled aissa
- Mosquée el Bechayria
- Mosquéé el maaziz
- mosquée moussa bouloufa
- mosquée moussa bouloufa
- Mosquée HANAFI KANACHE
- Mosquée de sidi ahmed
- sid ahmed

## Relizane
La commune de Relizane compte plusieurs mosquées.
- Mosquée Rahma
- Mosquée Al-Nour
- Mosquée Salam
- Mosquée El Badr
- Mosquée Zaid bin Haritha
- Mosquée Salman Al Farsi
- Mosquée Al-Huda
- Mosquée Sunna
- Mosquée Al-Safa
- Mosquée Cheikh Ahmed Hamani

/Mosquée d'Ammar Ibn Yasir
- Mosquée Abd al-Rahman ibn Awf
- Mosquée Abdullah bin Al-Zubair
- Mosquée ibadite

## Galerie

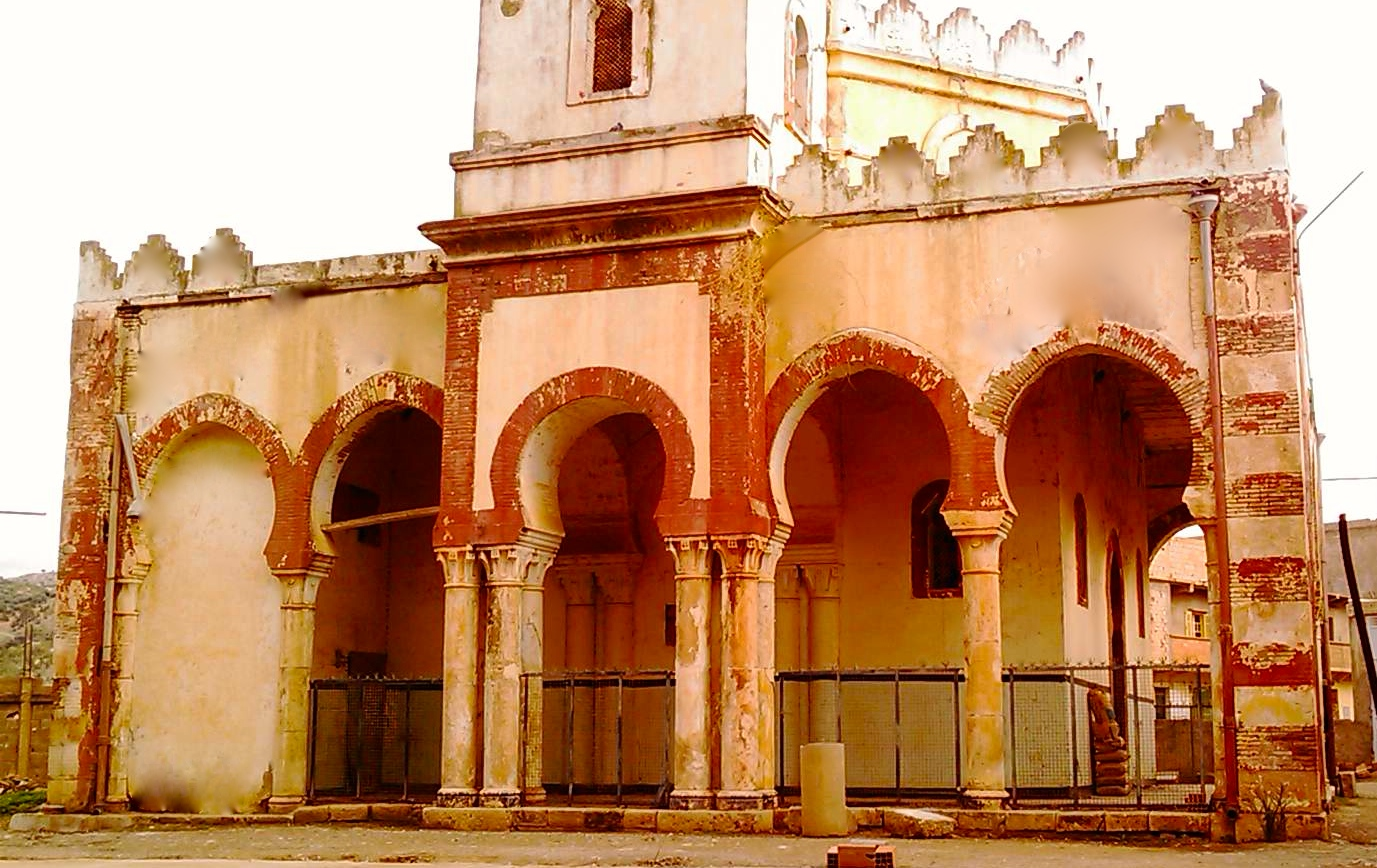
Vieille Mosquée d'Ammi Moussa
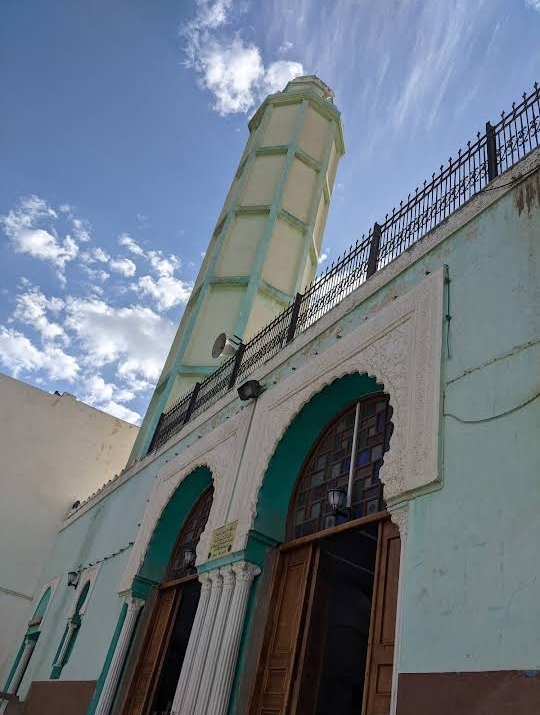
Mosquée Benjador
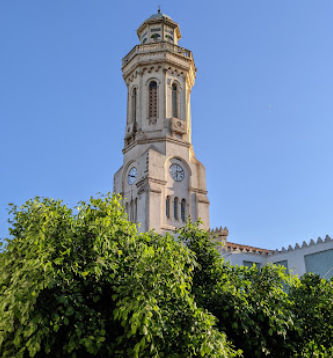
Mosquée Elnour Relizane
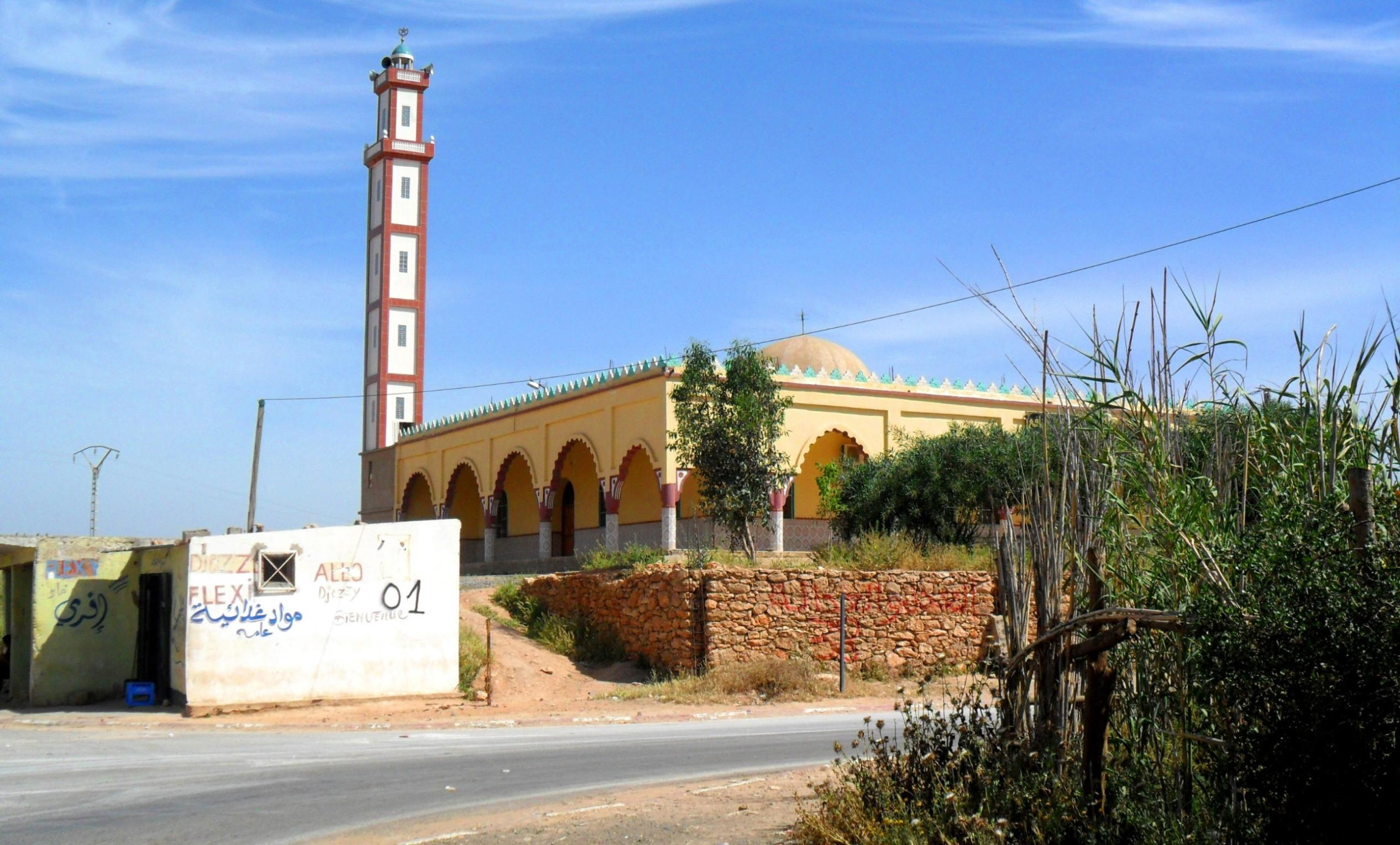
Mosquée de Hillil